# Entraînement par chaîne

Chaîne et pignon.

L'entraînement par chaîne est une manière de transmettre la puissance mécanique d'un endroit à un autre. Il est souvent utilisé pour transmettre la puissance aux roues d'un véhicule, en particulier les vélos et les motos. Il est également utilisé dans une grande variété de machines en plus de véhicules.
Le plus souvent, la puissance est transmise par une chaîne à rouleaux, connue sous le nom de chaîne de transmission, passant sur un pignon d'engrenage, les dents du pignon entrant dans les trous entre les maillons de la chaîne. L'équipement est tendu, et tirer la chaîne met la force mécanique dans le système. Un autre type de chaîne de transmission est la chaîne Morse, inventé par la Morse Chain Company de Ithaca, New York, États-Unis. Elle a des dents inversées.
Parfois, la puissance est sortie par simple rotation de la chaîne, qui peut être utilisée pour soulever ou faire glisser des objets. Dans d'autres situations, un deuxième pignon est placé à l'autre bout de la chaîne et la puissance est récupérée par un arbre ou d'autres pignons. Bien que les chaînes de traction soient souvent simples, en boucles ovales, elles peuvent aussi franchir des angles, en plaçant plus de deux engrenages le long de la chaîne; les pignons qui ne mettent pas de puissance dans le système ou la transmettent à l'extérieur sont généralement appelés pignon libres. On modifie le rapport de vitesse en faisant varier le diamètre du pignon d'entrée et de sortie l'un par rapport à l'autre. Par exemple, lorsque les pédales du vélo parcourent un tour, l'engrenage qui entraîne les roues peut effectuer plus d'une révolution.

## Histoire

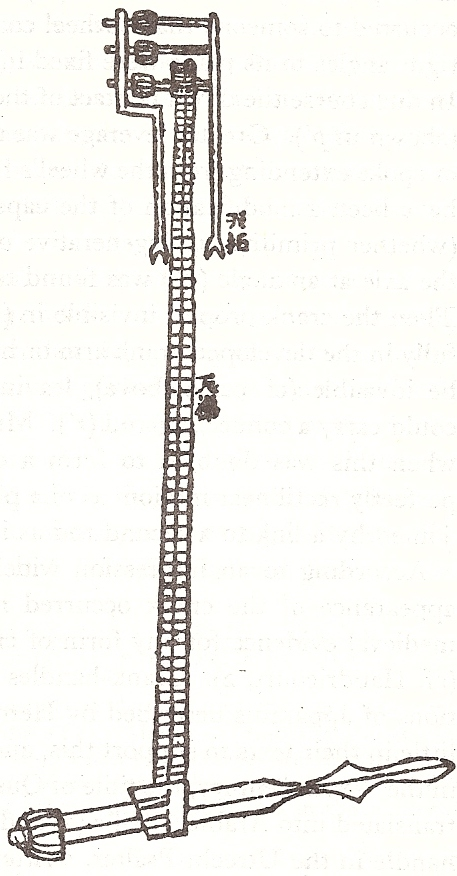
La plus ancienne illustration connue d'une transmission de puissance par chaîne « sans fin », dans le livre de Su Song de 1092, décrivant sa tour de l'horloge de Kaifeng.

La plus ancienne application connue de l'entraînement par chaîne apparaît dans le Polybolos, une arbalète à répétition décrite par l'ingénieur grec Philon de Byzance (IIIe siècle av. J.-C.). Deux chaînes plates liées sont connectées à un guindeau, qui par l'enroulement d'avant en arrière tirait automatiquement les flèches jusqu'à ce que le magasin soit vide.

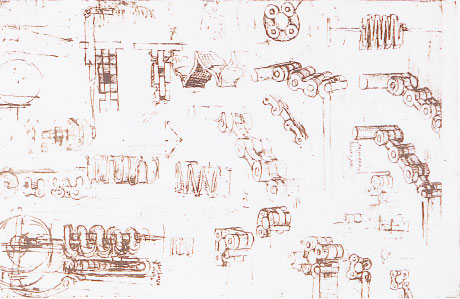
Esquisse de la chaîne à rouleaux par Léonard de Vinci.

Bien que l'appareil ne transmette pas la puissance en continu, les chaînes « ne transmettent pas la puissance d'arbre à arbre, et par conséquent, elles ne sont pas dans la ligne directe d'ascendance de la transmission par chaîne », la machine grecque marque le début de l'histoire de la chaîne d'entraînement car « aucune instance précédente de cette came n'est connue, et aucune machine de cette complexité n'est connue jusqu'au XVIe siècle. » C'est ici que la chaîne d'entraînement, souvent attribuée à Léonard de Vinci, fait sa première apparition.
La première chaîne continue et sans fin de transmission de la puissance a été dépeinte dans les écrits du traité d'horlogerie de la Dynastie des Song (960-1279) de l'ingénieur chinois Su Song (1020-1101), qui l'a utilisée pour faire fonctionner la sphère armillaire de sa tour d'horloge astronomique ainsi que les figurines de l'horloge annonçant le moment de la journée en frappant mécaniquement des gongs et des tambours. La chaîne était entraînée par l'horloge à eau de Su, à réservoir et roue hydraulique, cette dernière agissant comme échappement.

## Les chaînes opposées aux courroies
La chaîne et ses pignons est une méthode très efficace de transmission de puissance par rapport aux courroies, à frottement, perdant beaucoup moins de puissance en raison de la friction.
Bien que les chaînes puissent être construites plus solides que les courroies, leur plus grande masse augmente l'inertie du train d'entraînement.
Les chaînes sont le plus souvent faites de métal, tandis que les courroies sont souvent en caoutchouc, en plastique, en uréthane, en cuir, ou d'autres matériaux.
Les courroies d'entraînement peuvent glisser (à moins qu'elles n'aient des dents), ce qui signifie que la sortie ne peut pas tourner à une vitesse précise, et un certain travail est perdu dans le frottement de la courroie lorsqu'elle tourne autour des poulies. L'usure des courroies en caoutchouc ou en plastique et de leurs dents est souvent facile à observer, mais les chaînes s'usent plus vite que les courroies si elles ne sont pas correctement lubrifiés.
Un problème avec les chaînes à rouleaux est la variation de la vitesse ou de l'état de tension, causée par l'accélération et la décélération de la chaîne autour des pignons. Il démarre dès que la hauteur de la ligne de la chaîne de contacts atteint la première dent du pignon. Ce contact se produit à un point en dessous du diamètre primitif du pignon. Au fur et à mesure que le pignon tourne, la chaîne est soulevée jusqu'au cercle de tangage et est ensuite abaissée lorsque la rotation du pignon continue. En raison du pas fixe, la ligne de pas traverse deux points de tangage sur le pignon, restant dans cette position par rapport au pignon jusqu'à ce que la liaison sorte du pignon. Cette ascension et chute de la hauteur de la ligne sont les causes de l'effet de cordages, ou de la variation de vitesse.
En d'autres termes, les chaînes à rouleaux classiques souffrent de potentielle vibration, puisque le rayon efficace de l'action dans une combinaison de chaîne et pignon change constamment au cours de la révolution  Si la chaîne se déplace à vitesse constante, les arbres doivent accélérer et décélérer en permanence. Si un pignon tourne à une vitesse constante, la chaîne (et probablement tous les autres pignons qu'elle entraîne) doit accélérer et décélérer en permanence. Ce n'est généralement pas un problème pour de nombreux systèmes d'entraînement ; cependant, la plupart des motos sont équipées d'un moyeu de roue arrière en caoutchouc pour éliminer ce problème de vibration. Les courroies crantées sont conçues pour éviter ce problème en fonctionnant à un rayon d'inclinaison constante.
Les chaînes sont souvent plus étroites que les courroies, ce qui facilite leur passage vers des plus grands ou plus petits engrenages afin de faire varier le rapport d'engrenage. Les vélos à plusieurs vitesses à dérailleurs font usage de cette caractéristique. Aussi, un maillage plus élevé rend plus facile de construire des chaînes qui peuvent utiliser des pignons de différents diamètres afin de modifier le rapport de vitesse. Cependant, certaines nouvelles courroies synchrones ont des « capacités équivalentes aux chaînes à rouleaux de même largeur. » En d'autres termes, une courroie crantée de la largeur d'une chaîne d'entraînement peut transmettre la même (ou légèrement plus élevée) puissance.
Les deux solutions peuvent être utilisées pour déplacer des objets, par la fixation de poches, de seaux ou des câdres ; les chaînes sont souvent utilisés pour déplacer les choses à la verticale en les tenant par des câdres, comme dans les grille-pain industriels, tandis que les courroies sont adaptées à des mouvements à l'horizontale sous la forme de bandes transporteuses. Il n'est pas rare que les deux systèmes soient utilisés en combinaison ; par exemple les rouleaux des bandes transporteuses sont souvent eux-mêmes entraînés par des chaînes.
Un arbre d'entraînement est une autre méthode couramment utilisée pour déplacer la puissance mécanique qui est parfois comparée à la chaîne ; en particulier le choix de l'entraînement par chaîne, par courroie ou par arbre est une clé de la conception décisionnelle pour la plupart des motos. L'arbre d'entraînement a tendance à être plus robuste et plus fiable que la chaîne d'entraînement, mais les engrenages coniques génèrent beaucoup plus de friction qu'une chaîne.
Pour cette raison, pratiquement toutes les motos à hautes performances utilisent la chaîne, les transmissions à cardan étant généralement utilisées pour les machines non sportives. Les courroies crantées sont utilisées sur certains modèles non sportifs, comme les Buell.

## Utilisation sur des véhicules

### Les vélos
L'entraînement par chaîne est la principale caractéristique qui différencie les vélos de sécurité introduits en 1885, avec deux roues de même taille, s'opposant à l'entraînement direct des grands-bi. La popularité du vélo de sécurité à chaîne entraîna la disparition du grand-bi, et l'entraînement à chaîne est toujours une fonction de base du vélo actuel.

### Automobiles

#### La transmission de la puissance aux roues

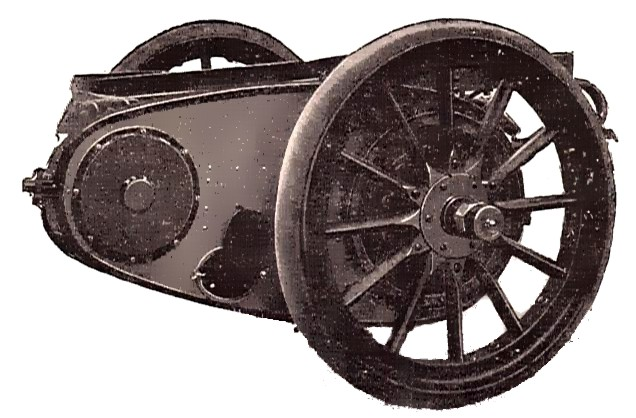
La chaîne d'entraînement final, illustration de 1912.

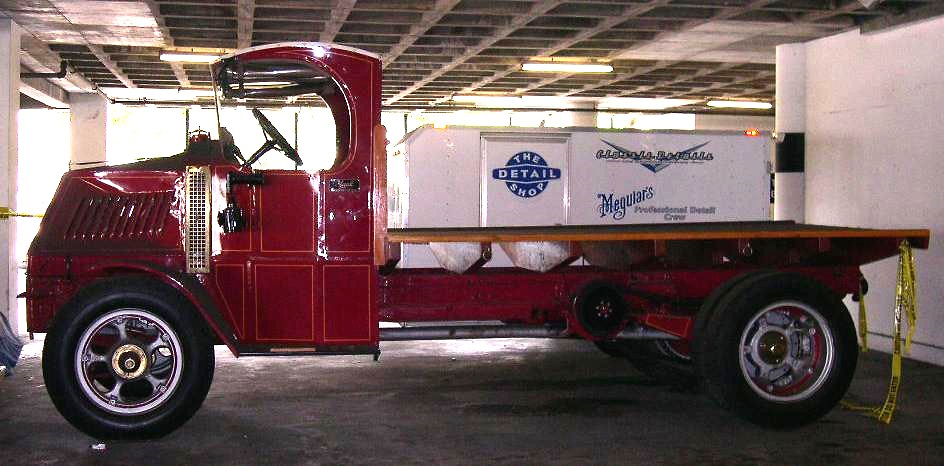
Mack AC camion de livraison au Petersen Automotive Museum avec entraînement par chaîne visible.

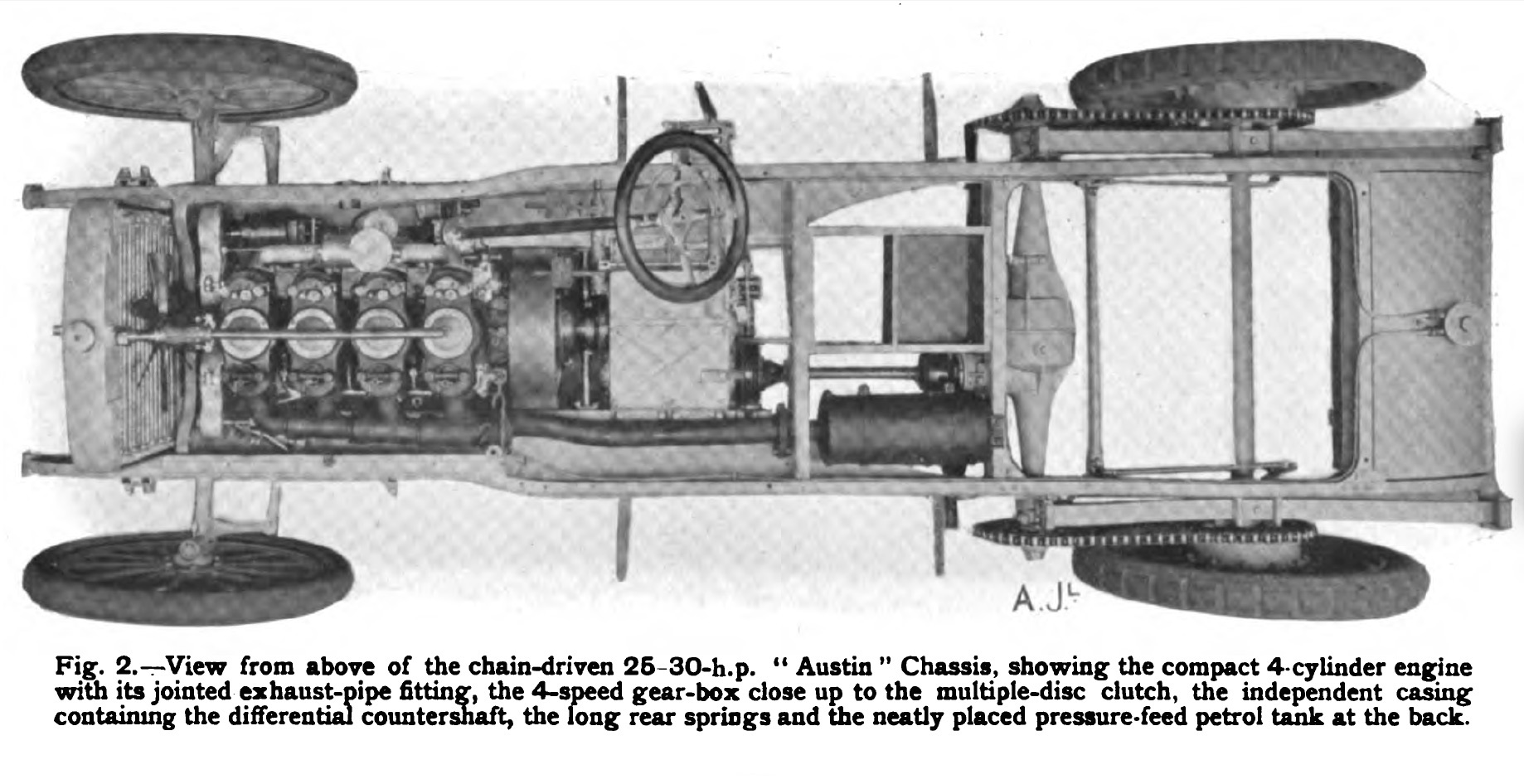
Austin 1906 vue en plan.

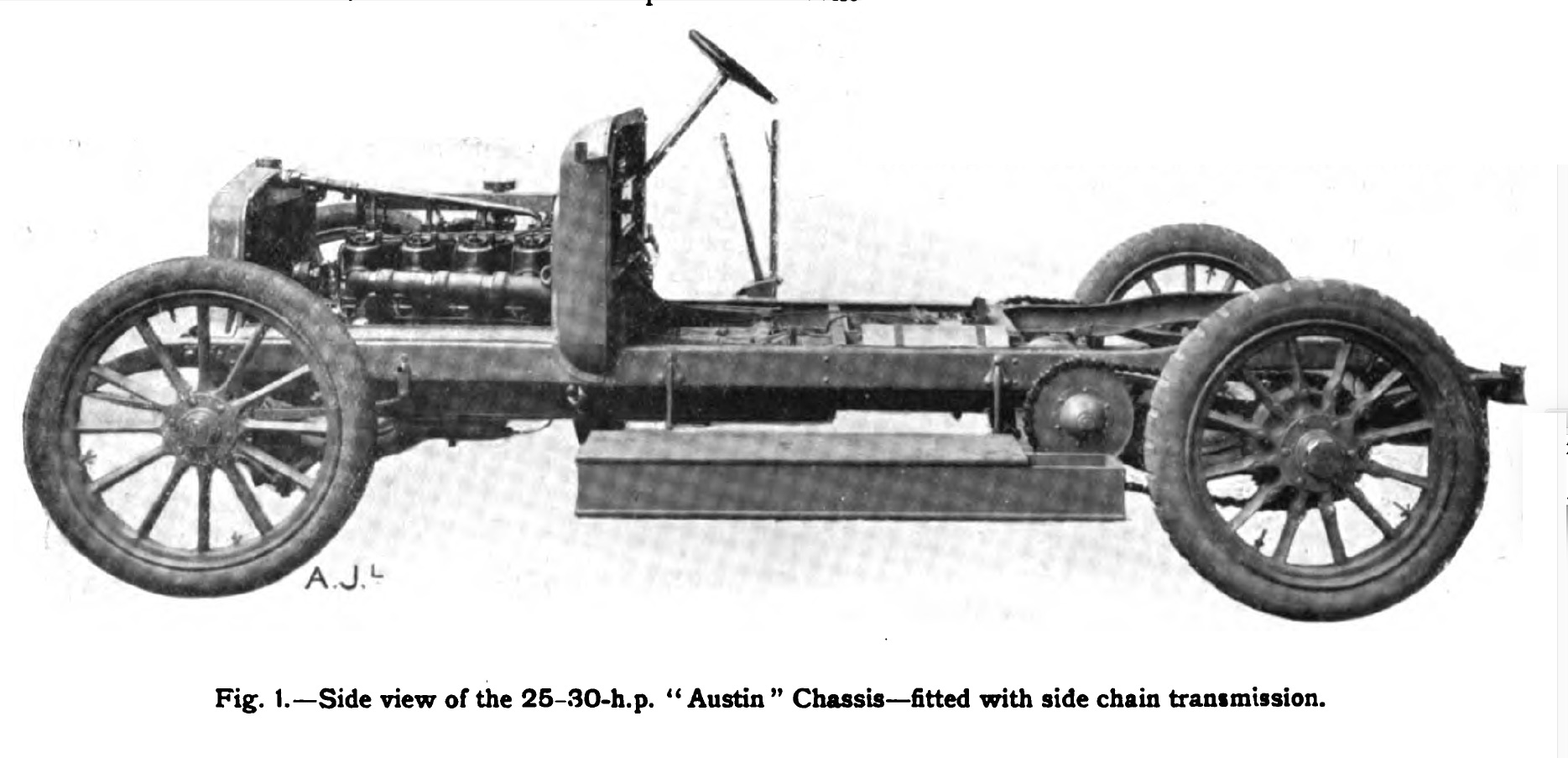
Austin 1906 en élévation.

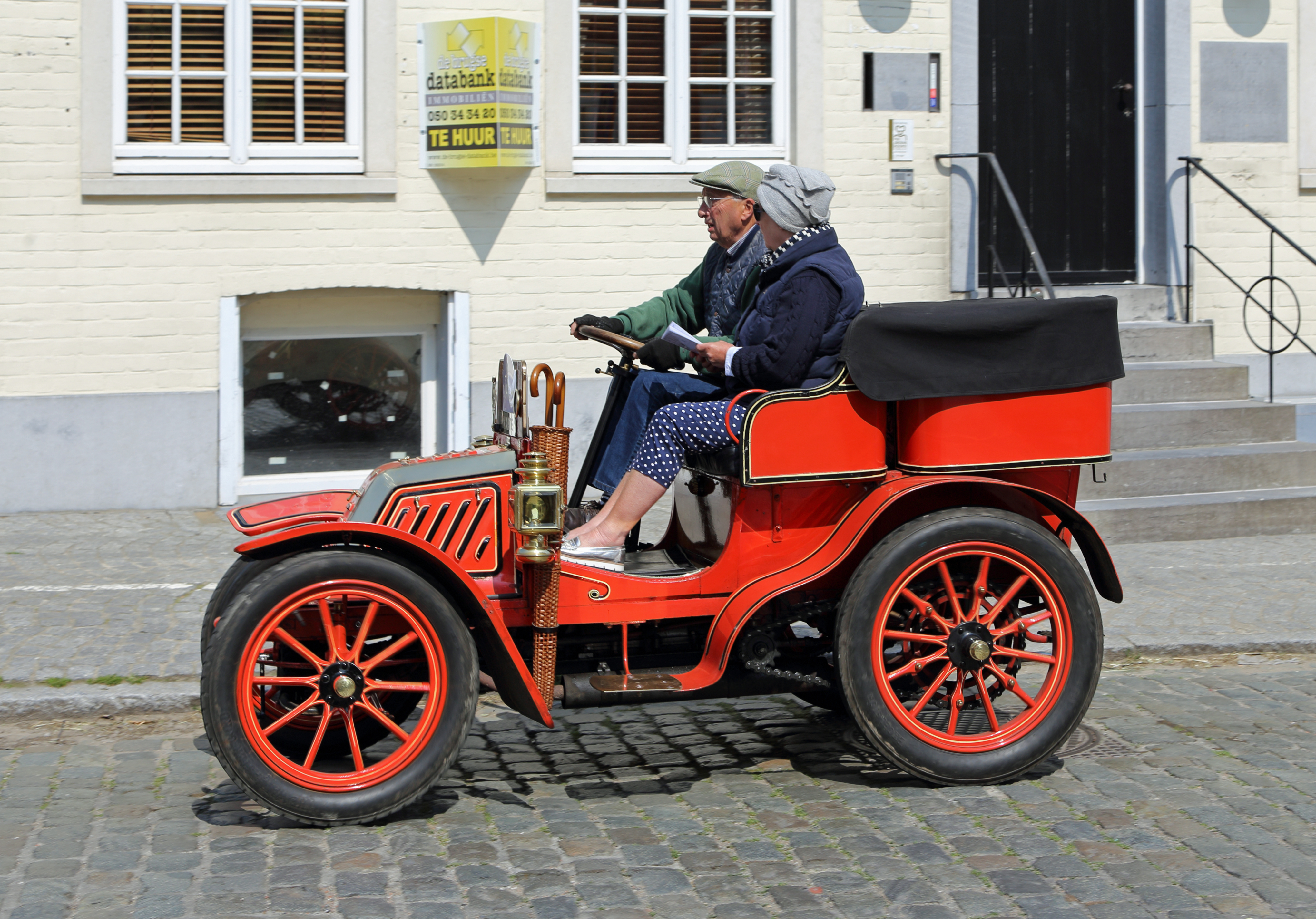
Voiture française Gladiateur de 1902, avec entraînement par chaîne.

La chaîne d'entraînement a été un système de transmission de puissance populaire dès les premiers jours de l'automobile. Il a pris de l'importance comme alternative au Système Panhard avec son arbre de transmission rigide Hotchkiss et ses joints universels.
Un système d'entraînement à chaîne utilise une ou plusieurs chaînes à rouleaux pour transmettre la puissance à partir d'un différentiel vers l'essieu arrière. Ce système permet un grand mouvement vertical de l'axe (par exemple, sur les bosses), et est plus simple à concevoir et à construire qu'un arbre de transmission rigide dans une suspension. En outre, il avait moins de poids non suspendu aux roues arrière que l'arbre Hotchkiss, qui avait le poids de l'arbre de transmission et du différentiel en plus. Cela signifiait que le véhicule avait une conduite plus souple. Les masses non suspendues plus légères permettaient à la suspension de réagir aux bosses de manière plus efficace.
Frazer Nash étaient de fervents promoteurs de ce système, utilisant une chaîne par vitesse, sélectionnée par un embrayage à chien. Le système  d'entraînement Frazer Nash (conçu pour la GN Cyclecar Company par Archibald Frazer-Nash et Henry Ronald Godfrey) était très efficace, permettant un changement de vitesse extrêmement rapide. Le système Frazer Nash (ou GN) de transmission fut à la base de beaucoup de voitures de course "spéciales" des années 1920 et 1930, la plus célèbre étant l'Araignée de Basil Davenport, qui a tenu d'emblée le record de la course de côte Shelsley Walsh Vitesse Hill Climb dans les années 1920.
La dernière automobile populaire à chaîne d'entraînement fut la Honda S600 des années 1960.

#### Dans les moteurs
Les moteurs à combustion interne ont souvent recours à une chaîne de distribution pour entraîner l'arbre à cames(s). C'est un domaine dans lequel les chaînes sont fréquemment en concurrence directe avec les courroies de distribution, en particulier lorsque le moteur a un ou plusieurs arbres à cames en tête, et fournit un excellent exemple de certaines des différences et des similitudes entre les deux approches. Pour cette application, les chaînes durent plus longtemps, mais sont souvent plus difficiles à remplacer, parce qu'elles doivent être enfermées dans un espace dans lequel l'huile de graissage peut circuler. En étant plus lourde, la chaîne consomme plus de puissance[Information douteuse], mais elle est également moins susceptible de se briser. L'arbre à cames d'un moteur à quatre temps tourne à la moitié de la vitesse du vilebrequin, et donc le pignon d'arbre à cames a deux fois plus de dents que le pignon du vilebrequin. Une solution de rechange moins courante à la chaîne de distribution est une série d'engrenages ou d'engrenages coniques combinés avec un arbre (comme ce fut le cas sur la Wolseley Hornet Six, par exemple).

### Cas de transfert

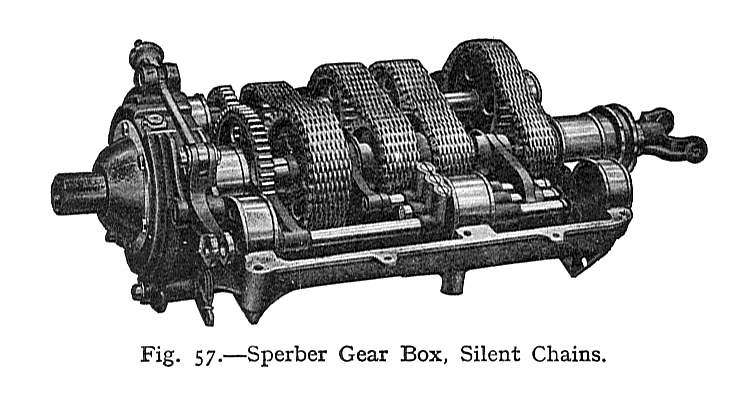
Chaînes silencieuses à l'intérieur d'une boîte de vitesses de 1912.

Aujourd'hui, les chaînes à dents inversées sont couramment utilisées dans les voitures de tourisme et les camions légers comme boite de transfert.

### Motos
Le choix de la chaîne d'entraînement par rapport à la courroie ou à un arbre de transmission est une décision fondamentale dans la conception de motos; presque toutes les motos utilisent l'une de ces trois solutions.

## Les chaînes silencieuses
La chaîne silencieuse offre des avantages et des caractéristiques uniques permettant une transmission de puissance douce, efficace et économique. Ses capacités en puissance et en vitesse dépassent les possibilités des autres chaînes et courroies; la chaîne silencieuse met en œuvre une technologie éprouvée dans de nombreuses applications de l'industrie moderne. La chaîne silencieuse fonctionne avec de très faibles vibrations et un bruit réduit, le rendement pouvant atteindre 99%. Ajoutée à ces caractéristiques, la large gamme de chaînes standard et de pignons, donne un système de transmission de puissance extrêmement flexible et performant.